# 2006 aux Territoires du Nord-Ouest
Chronologie des Territoires du Nord-Ouest
- 2002
- 2003
- 2004
- 2005
- 2006
- 2007
- 2008
- 2009
- 2010

Cette page concerne des événements d'actualité qui se sont produits durant l'année 2006 dans le territoire canadien des Territoires du Nord-Ouest.

## Politique
- Premier ministre : Joe Handley
- Commissaire :
- Législature :

## Événements
- La population du territoire est de 41 464 habitants.